# Jernbanebroen (Riga)
Jernbanebroen (lettisk: Dzelzceļa tilts) i Riga, hovedstaden i Letland, er en bro, der krydser floden Daugava og øen Zaķusala. Broen blev indviet den 8. april 1914, og står på 10 piller, hvoraf de otte står i floden.

## Jernbanebroens historie
Planlægningen af Jernbanebroen påbegyndtes allerede i 1902, mens broen først opførtes i årene fra 1909 til 1914. Oprindeligt, for at sikre sejlads på Daugava, havde broen ved højre bred klapper, som kunne hæves ved hjælp af to elektromotorer på henholdsvis 45 hestekræfter. Broens klapper blev sprunget i luften af retirerende russiske styrker under 1. verdenskrig; de blev dog repareret igen under den tyske okkupation. Under 2. verdenskrig blev broen og nogle af pillerne sprunget i luften igen, denne gang af retirerende tyske soldater i 1944. Genopbygningen af broen begyndte allerede i 1944, hvor man opførte en midlertidig jernbanebro i tømmer. Jernbanebroens genopbygning fuldførtes i 1955.
Ved siden af Jernbanebroen stod tidligere Jernbroen, eller Zemgalebroen som den også kaldes. Denne bro blev også sprunget i luften under 2. verdenskrig; men den er ikke blevet genopbygget, og kun et par piller står tilbage i Daugava som minde.
I 2007 installerede Rigas bystyre belysning af broen for 280.000 Lats. Belysningen skifter alt efter om det er hverdag eller helligdag. Hverdagsbelysningen består af blåt lys, hvorimod helligdagsbelysningen består af blåt og hvidt lys (Rigas farver er blåt og hvidt). 

## Galleri
- Jernbanebroens indvielse i 1914
- Tyske tropper forcerer Jernbanebroen i 1917
- Jernbanebroen om natten

56°56′32″N 24°6′24″Ø / 56.94222°N 24.10667°Ø